# 島言葉日
島言葉日是日本沖繩縣為了鼓勵當地人說琉球語而設置的紀念日。根據2006年3月31日沖繩縣通過的《島言葉相關條例》，其紀念日為每年的9月18日。
在沖繩語中可以寫作漢字，意思是「家鄉的話」。此外，、在沖繩語中分別是「九」、「十」、「八」的意思，因此將紀念日定為9月18日。
沖繩縣廳設置這個節日目的是為了讓沖繩縣各地的語言世代繼承下去。